# Liste der Stolpersteine in Berlin-Wilhelmstadt
Die Liste der Stolpersteine in Berlin-Wilhelmstadt enthält die Stolpersteine im Berliner Ortsteil Wilhelmstadt im Bezirk Spandau, die an das Schicksal der Menschen erinnern, die im Nationalsozialismus ermordet, deportiert, vertrieben oder in den Suizid getrieben wurden. Die Spalten der Tabelle sind selbsterklärend. Die Tabelle erfasst insgesamt 25 Stolpersteine und ist teilweise sortierbar; die Grundsortierung erfolgt alphabetisch nach dem Familiennamen.
| Bild | Name                 | Standort                |      | Verlegedatum  | Leben |
| ---- | -------------------- | ----------------------- | ---- | ------------- | --- |
|      | Gertrud Goldstein    | Ruhlebener Straße 155   | Lage | 2. Dez. 2013  | * 19. April 1864 als Gertrud Phillipsthaler in Güsten – Gertrud Goldstein lebte mit ihrer Tochter Käthe Goldstein in der Ruhlebener Straße 155. Am 6. November 1942 wurde sie nach Theresienstadt deportiert und dort am 13. Dezember 1942 ermordet. Die beiden Steine für Gertrud und Käthe Goldstein wurden bereits vor 2007 verlegt und waren damit die ersten in Wilhelmstadt verlegten Stolpersteine (Foto des alten Stolpersteins). Am 2. Dezember 2013 wurden beide Steine durch neue, korrigierte Fassungen ersetzt. |
|      | Käthe Goldstein      | Ruhlebener Straße 155   | Lage | 2. Dez. 2013  | * 25. April 1886 in Sandersleben – Käthe Patti Goldstein wohnte mit ihrer Mutter Gertrud Goldstein in der Ruhlebener Straße 155. Man deportierte sie am 15. August 1942 nach Riga, wo sie am 18. August 1942 ermordet wurde. Der ursprünglich verlegte Stein trug ein falsches Geburtsjahr („JG. 1880“). Die beiden Steine für Gertrud und Käthe Goldstein wurden bereits vor 2007 verlegt und waren damit die ersten in Wilhelmstadt verlegten Stolpersteine (Foto des alten Stolpersteins). Am 2. Dezember 2013 wurden beide Steine durch neue, korrigierte Fassungen ersetzt. |
|      | Frieda Lehmann       | Metzer Straße 4         |      | 14. Juni 2024 | |
|      | Johanna Lehmann      | Metzer Straße 4         |      | 14. Juni 2024 | |
|      | Jasmine Muhs         | Seeburger Weg 16        |      | 10. Aug. 2022 | |
|      | Otto Muhs            | Seeburger Weg 16        |      | 10. Aug. 2022 | |
|      | Mór Porgé            | Metzer Straße 4         |      | 14. Juni 2024 | |
|      | Fritz Reinglass      | Teltower Straße 19      |      | 12. Nov. 2016 | |
|      | Rosa Reinglass       | Teltower Straße 19      |      | 12. Nov. 2016 | |
|      | Bela Schaul          | Mahnkopfweg 11          | Lage | 26. Okt. 2010 | * 21. April 1941 in Berlin – Bela Schaul war die Tochter von Ursula und Erwin Schaul. Mit ihren Eltern wurde sie am 19. Oktober 1942 nach Riga deportiert und dort am 22. Oktober ermordet. |
|      | Erwin Jakob Schaul   | Mahnkopfweg 11          | Lage | 26. Okt. 2010 | * 4. März 1909 in Schubin – Nach vierjähriger Ausbildung in der Gartenbauschule arbeitete er als Gärtnergehilfe auf jüdischen Friedhöfen. 1936 fand er eine Festanstellung auf dem Jüdischen Friedhof in Berlin-Weißensee, wurde jedoch 1938 entlassen. Seitdem arbeitete er als Gärtner für Ilse Wassermann, in deren Haus er wohnte. Zu Beginn des Krieges lernte er seine Frau Ursula Hermine Schnell kennen. Am 18. September 1939 heirateten sie, am 21. April wurde 1941 die Tochter Bela geboren. Am 19. Oktober 1942 wurden Erwin, Ursula und Bela Schaul nach Riga deportiert und dort am 22. Oktober ermordet. |
|      | Ursula Schaul        | Mahnkopfweg 11          | Lage | 26. Okt. 2010 | * 10. Februar 1912 als Ursula Hermine Schnell in Görlitz – Ursula Schnell wohnte zur Untermiete in Wilmersdorf. Am 18. September 1939 heiratete sie den Gärtnergehilfen Erwin Schaul und brachte nach anderthalb Jahren Ehe am 21. April 1941 die Tochter Bela zur Welt. Ursula musste Zwangsarbeit bei Osram leisten. Am 19. Oktober 1942 wurden Erwin, Ursula und Bela Schaul nach Riga deportiert und drei Tage später ermordet. |
|      | Horst Schmidt        | Franzstraße 30/36       |      | 10. Okt. 2011 | * 1920 in Lübbecke – Horst Günther Schmidt war ein Neffe von Emmy Zehden. Am 30. November 1944 wurde er wegen Betätigung bei den Zeugen Jehovas zum Tode verurteilt. Am 27. April 1945 wurde er von sowjetischen Soldaten aus der Todeszelle in Brandenburg-Görden befreit und hat überlebt. |
|      | Theodor Stenschewski | Metzer Straße 4         |      | 14. Juni 2024 | |
|      | Lothar Arthur Teckel | Mahnkopfweg 11          | Lage | 26. Okt. 2010 | * 12. Juni 1887 in Wongrowitz – Lothar Teckel wohnte zur Zeit der Volkszählung 1939 vermutlich als Untermieter im Mahnkopfweg 13–15. Zum Zeitpunkt seiner Deportation war er geschieden und wohnte schon nicht mehr in Pichelsdorf. In seiner Vermögenserklärung hatte er kaum Besitztümer anzugeben, unter Verschiedenes bemerkte er: „Ich bin durch Schlaganfall rechtsseitig gelähmt.“ Mit 55 Jahren wurde er Ende Oktober 1942 nach Riga in Lettland deportiert und nach der Ankunft am 29. Oktober in den Wäldern bei Riga ermordet. |
|      | Ilse Wassermann      | Mahnkopfweg 11          | Lage | 26. Okt. 2010 | * 12. Februar 1893 als Ilse Frenkel in Berlin – Ilse Frenkel heiratete im Alter von 21 Jahren den Chemiker Dr. Ernst Wassermann. 1919 kam der älteste Sohn Hans Georg zur Welt, zwei Jahre später sein Bruder Rolf. Die Familie wohnte zunächst am Kaiserdamm, dann in der Hardenbergstraße. Ernst Wassermann gründete in Kreuzberg eine Chemische Fabrik. Er starb 1925 im Alter von 45 Jahren. Kurz vor seinem Tod hatte er Haus und Grundstück im Pichelsdorfer Mahnkopfweg gekauft, in dem seine Witwe mit den Kindern dann wohnte. Der Sohn Hans Georg ging 1937 nach England, sein Bruder Rolf wurde 1938 in die Schweiz geschickt; so konnten sie der Verfolgung durch die Nazis entgehen. Ilse Wassermann blieb in Spandau, obwohl ihre Schwestern und auch die Verwandten ihres Mannes Deutschland ins rettende Ausland verließen. Sie musste Zwangsarbeit bei der Firma Hugo Reinz am Brunsbütteler Damm leisten. Am 1. Juni 1942 wurde sie in Pichelsdorf abgeholt und in die von den Nazis zum Sammellager umfunktionierte ehemalige Synagoge Levetzowstr. gebracht. Ihr Gärtner Erwin Schaul schrieb am 6. Juni 1942 eine Postkarte an Ilses Sohn Rolf in die Schweiz: „Lieber Rolf, Du wirst sehr erstaunt sein, von mir etwas (zu) hören. So will ich Dir mitteilen, dass Deine lb. Mutti nicht mehr in Pichelsdorf ist. Am 1.6. wurde deine lb. Mutti zum Abtransport ganz unerwartet abgeholt. Sie wollte gerade zur Arbeit gehen. Ich habe deine lb. Mutti bis zur Sammelstelle begleitet…“ Vom Sammellager wurde sie am 13. Juni 1942 ins Vernichtungslager Sobibor deportiert und vermutlich sofort nach ihrer Ankunft ermordet. |
|      | Fritz Weiss          | Pichelsdorfer Straße 97 |      | 24. Apr. 2014 | * 1921 – Fritz Weiss wohnte hier mit seinen Eltern Julius und Margot sowie seinem Bruder Hans über dem Textilgeschäft der Eltern. Er wurde von den Nationalsozialisten am 12. Januar 1943 nach Auschwitz deportiert und dort am 22. Februar 1943 ermordet. |
|      | Julius Weiss         | Pichelsdorfer Straße 97 |      | 24. Apr. 2014 | * 1893 – Julius Weiss wohnte hier mit seiner Frau Margot und ihren Kindern Fritz und Hans über dem eigenen Textilgeschäft. Er wurde von den Nationalsozialisten am 3. März 1943 nach Auschwitz deportiert und dort am 13. April 1943 ermordet. |
|      | Margot Weiss         | Pichelsdorfer Straße 97 |      | 24. Apr. 2014 | * 1893 – Margot Weiss wohnte hier mit ihrem Mann Julius und ihren Kindern Fritz und Hans über dem eigenen Textilgeschäft. Sie wurde von den Nationalsozialisten am 3. März 1943 nach Auschwitz deportiert und dort ermordet. |
|      | Alfred Weissenberg   | Pichelsdorfer Straße 12 |      | 17. März 2018 | |
|      | Cäcilie Weissenberg  | Pichelsdorfer Straße 12 |      | 17. März 2018 | |
|      | Ursula Weissenberg   | Pichelsdorfer Straße 12 |      | 17. März 2018 | |
|      | Vera Weissenberg     | Pichelsdorfer Straße 12 |      | 17. März 2018 | |
|      | Emmy Zehden          | Franzstraße 30/36       |      | 10. Okt. 2011 | * 28. März 1900 als Emmy Windthorst in Lübbecke – Emmy Zehden wurde am 9. Juni 1944 in Plötzensee hingerichtet. |
|      | Richard Zehden       | Franzstraße 30/36       |      | 10. Okt. 2011 | * 29. Dezember 1887 in Magdeburg – Richard Zehden war von Beruf Verkäufer. 1943 wurde er nach Sachsenhausen deportiert und im selben Jahr dort ermordet. |